# 屈特里 (埃纳省)
屈特里（法語：Cutry，法語發音：[kytʁi]）是法国上法兰西大区埃纳省的一个市镇，位于该省南部，属于苏瓦松区。

## 地理
屈特里（49°20'50"N, 3°10'54"E）面积4.79 平方千米，位于法国上法蘭西大區埃纳省，该省份为法国北部内陆省份，北起北部省，西接索姆省和瓦兹省，东临阿登省和马恩省，西南至塞纳-马恩省，东北部与比利时接壤。
与屈特里接壤的市镇（或旧市镇、城区）包括：昂布勒尼、克夫尔和瓦尔瑟里、多米耶、拉韦尔西讷、圣皮埃尔艾格勒。

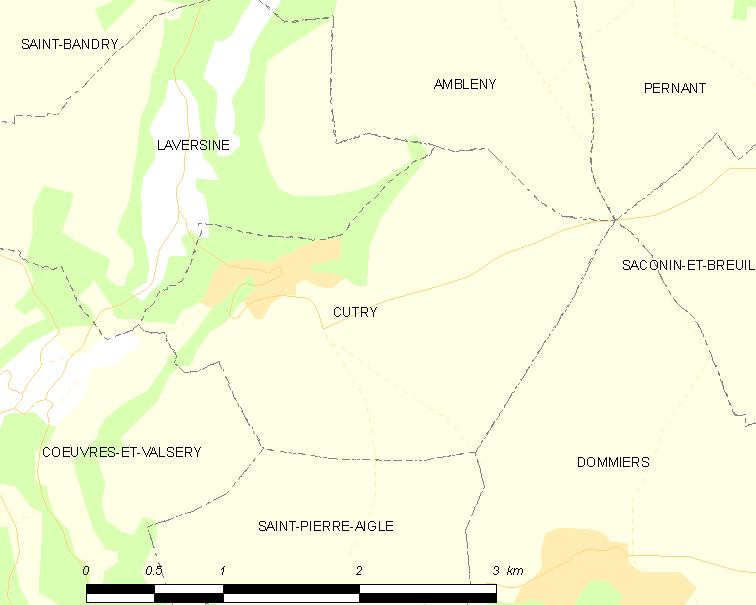
的OSM定位图

屈特里的时区为UTC+01:00、UTC+02:00（夏令时）。

## 行政
屈特里的邮政编码为02600，INSEE市镇编码为02254。

## 政治
屈特里所属的省级选区为埃纳河畔维克县。

## 人口

1962-2008年间人口变化图示

屈特里于2022年1月1日时的人口数量为126人。